# Маспаломас
Маспало́мас (исп. Maspalomas) — город, являющейся частью туристического комплекса Маспаломас — Коста-Канария, который часто называют по имени города Маспаломас (местное название Эль-Сур, который также включает прилежащие курорты Сан-Агустин, Плайя-дель-Инглес и Мелонерас). Располагаясь на южной оконечности острова Гран-Канария, Маспаломас является крупнейшей туристической зоной на Канарских островах. Город является частью муниципалитета Сан-Бартоломе-де-Тирахана.

## Описание
Название Маспаломас происходит либо от имени Родриго Мас де Паломар, поселенца и солдата с острова Мальорка, либо от Франсиско Паломара, генуэзского друга Алонсо Фернандеса де Луго, который приобрёл 87 рабов-гуанчей из Гуимара и поселился на этой территории.
Маспаломас стал результатом амбициозного проекта развития, организованного в форме Международного конкурса идей (открытого для любого члена Международного союза архитекторов), состоявшегося в 1961 году при поддержке Алехандро дель Кастильо, владельца и промоутера большей части территории под строительство. Победителем конкурса стала французская компания SETAP (в том числе урбанист Лангено и экономист Мишель Мейл). Под проект было выделено 1 060 гектаров или 19 километров побережья, которые составляют основную область Маспаломас — Коста-Канария. Конкурс стал определяющим в долгосрочной стратегии развития туристической зоны Маспаломас, а впоследствии стал моделью для развития остальных курортов Канарских островов.
В отличие от популярной модели развития курортов Канарских островов и Карибского бассейна, Маспаломас превратился в полностью оборудованный туристический город гораздо ближе к концепции туристического развития таких курортов, как Палм-Спрингс, Калифорния или Палм-Бич, штат Флорида. Он обладает развитой инфраструктурой, которая редко встречается в других туристических зонах, в том числе двумя больницами и частными клиниками, местными и иностранными образовательными учреждениями (испанская, английская и шведская школы), торговыми центрами, двумя казино, полями для гольфа, спортивными центрами, тематическими парками и Летним университетом (специализирующемся в основном на туризме и сотрудничающим с Университетом Лас-Пальмас-де-Гран-Канария). В Маспаломасе широкий диапазон размещения в гостиницах разного уровня (3 *, 4 *, 5 *), хотя концепция развития курорта предполагает горизонтальное расширение (бунгало), нежели расширение в высоту.
Область Маспаломаса включает в себя Природный заповедник дюны Маспаломаса, одну из главных достопримечательностей Гран-Канарии. Маспаломас популярен среди иностранных туристов, в основном из стран Северной Европы (Швеция, Норвегия, Германия, Нидерланды и др.), как место отдыха зимой.
На южной оконечности Маспломаса стоит маяк в 68 метров в высоту и известный с 1897 года.
В сентябре 2012 года Всемирная туристская организация организовала празднование Всемирного дня туризма в Маспаломасе, посвящённое 50-летию существования курорта.

## Галерея
- Лагуна
- Маяк в Маспаломасе
- Пляж
- Птичий заповедник La Charca
- Дюны Маспаломаса
- Пески дюн Маспаломаса
- Пляж Плайя дель Инглес
- Отели в Сан-Агустине